# Želimir Vidović
Želimir Vidović (Sarajevo, 17 novembre 1953 – Sarajevo, 17 maggio 1992) è stato un calciatore jugoslavo, di ruolo difensore.

## Biografia
È stato un eroe della resistenza bosniaca contro la Serbia: infatti, pur essendo di etnia serba,  l 17 maggio 1992,  durante l'assedio di Sarajevo Vidović ha preso parte come volontario a un'operazione di evacuazione dei civili, feriti dalle forze serbe, in un vicino ospedale nel quartiere Sarajevo di Dobrinja. Dopo che il convoglio è stato fermato a un posto di blocco militare serbo, Vidović è stato portato via dai soldati e per quattro anni non si è saputo più niente di lui: nel 1996 i suoi resti furono ritrovati in una fossa comune poco profonda insieme a quelli di altre tre persone. Il 5 giugno 2004 le sue spoglie furono sepolte a Sarajevo, insieme a una maglia della squadra cittadina.

## Carriera

### Club
Cominciò la sua carriera con la maglia del Bosna Sarajevo; nel 1974 passò al più prestigioso club del Sarajevo, squadra militante nella massima serie jugoslava, con cui totalizzò oltre duecento presenze, ottenendo come miglior risultato un secondo posto nella stagione 1979-1980. Col Sarajevo ebbe anche la possibilità di disputare le coppe europee.
Nell'estate del 1983 emigrò in Austria giocando per l'Union Wels, con cui esordì nella massima divisione austriaca, retrocedendo. Le sue prestazioni furono comunque notate dal Grazer AK, club in cui si trasferì all'inizio della stagione successiva, mantenendo la categoria. Col Grazer giocò fino al termine della carriera nel 1989, accumulando 150 presenze in campionato, esordendo anche in Coppa Intertoto e ottenendo come migliore prestazione il terzo posto nella stagione 1987-1988

### Nazionale
Il suo debutto con la Jugoslavia risale al 1º febbraio 1977 nell'amichevole in esterna persa contro il Messico col punteggio di 5-1 in cui entrò ad inizio ripresa al posto di Zoran Jelikić per poi essere sostituito a sua volta a cinque minuti dal termine da Boro Primorac. La sua seconda nonché ultima partita con i Plavi risale al 22 marzo 1980 nell'amichevole vinta 2-1 contro l'Uruguay, giocata nella sua Sarajevo; anche in questo caso fece il suo ingresso ad inizio ripresa, stavolta al posto di Nikica Cukrov.

## Statistiche

### Cronologia presenze e reti in nazionale
| Cronologia completa delle presenze e delle reti in nazionale ― Jugoslavia | Cronologia completa delle presenze e delle reti in nazionale ― Jugoslavia | Cronologia completa delle presenze e delle reti in nazionale ― Jugoslavia | Cronologia completa delle presenze e delle reti in nazionale ― Jugoslavia | Cronologia completa delle presenze e delle reti in nazionale ― Jugoslavia | Cronologia completa delle presenze e delle reti in nazionale ― Jugoslavia | Cronologia completa delle presenze e delle reti in nazionale ― Jugoslavia | Cronologia completa delle presenze e delle reti in nazionale ― Jugoslavia |
| Data                                                                      | Città                                                                     | In casa                                                                   | Risultato                                                                 | Ospiti                                                                    | Competizione                                                              | Reti                                                                      | Note                                                                      |
| ------------------------------------------------------------------------- | ------------------------------------------------------------------------- | ------------------------------------------------------------------------- | ------------------------------------------------------------------------- | ------------------------------------------------------------------------- | ------------------------------------------------------------------------- | ------------------------------------------------------------------------- | ------------------------------------------------------------------------- |
| 1-2-1977                                                                  | León                                                                      | Messico                                                                   | 5 – 1                                                                     | Jugoslavia                                                                | Amichevole                                                                | -                                                                         | 46’ 85’                                                                   |
| 22-3-1980                                                                 | Sarajevo                                                                  | Jugoslavia                                                                | 2 – 1                                                                     | Uruguay                                                                   | Amichevole                                                                | -                                                                         | 80’                                                                       |
| Totale                                                                    |                                                                           | Presenze                                                                  | 2                                                                         |                                                                           | Reti                                                                      | 0                                                                         |                                                                           |